# Crossotus strigifrons
Crossotus strigifrons är en skalbaggsart som först beskrevs av Leon Fairmaire 1886.  Crossotus strigifrons ingår i släktet Crossotus och familjen långhorningar.
Artens utbredningsområde är:
- Djibouti.
- Oman.
- Israel.

Inga underarter finns listade i Catalogue of Life.